# Kostel svaté Barbory (Karviná)
Nový kostel svaté Barbory v Karviné-Loukách byl vystavěn v letech 2000–2001 podle návrhu architekta Ladislava Mirty. Nachází se asi 1,6 km jižně od barokního kostela sv. Barbory, který místním obyvatelům sloužil od roku 1818. Vlivem důlní činnosti však došlo k vylidnění severní části obce, domy zde byly zbourány. Kostel tam sice jako jediný zůstal stát, ale od poslední mše 3. prosince 1995 není využíván.
Nový kostel navrhl architekt Ladislav Mirta ve tvaru slzy, která má symbolizovat smutek obyvatel Louk nad devastací místní krajiny a jejich rodné vesnice. V kostele se nachází zvonek z původního kostela sv. Barbory.
Nový kostel, který pojme přes 100 věřících, vysvětil 11. listopadu 2001 ostravsko-opavský biskup František Lobkowicz.